# آیریس اشلی
آیریس اشلی (انگلیسی: Iris Ashley؛ ۲۶ دسامبر ۱۹۰۹ – January 1994) بازیگر بود.